# 3族元素
3族元素（又稱鈧族元素）是指元素週期表上第3族（ⅢB族）的金属元素，包含鈧（Sc）、釔（Y）、鎦（Lu）、鐒（Lr），其中鈧、釔和鎦為稀土元素，鐒則是具有放射性的人造元素。
本族的元素皆為質地較軟的銀白色金屬，硬度隨原子序數增大而增加。它們在空氣中會很快失去光澤，常溫下能與水發生反應，不過其表面的氧化層能夠延緩反應的進行。在3族元素中，鈧、釔和鎦都在大自然中存在，它們不但彼此間具有相似的化學性質（尤其是釔和鎦），和其他鑭系元素的性質亦高度相似，因此這些元素在成礦時總是一同共生於同一種礦物中，造成分離和提取上的困難，因而被稱作稀土元素。至於鐒則具有高度的放射性，半衰期較短，不存在於自然界中，必須通過人工合成的方式生產，其在實驗中被觀察到的特性和理論上預測的一致，表現為鎦的較重同族元素。
歷史上，3族元素所包含的成員及個數曾有過不小的爭議。除了鈧和釔始終被列為3族成員外，有些週期表將鑭（La）和錒（Ac）列為3族的第三和第四個元素，這是由於早期許多稀土元素的電子組態被錯誤測量所致。如今仍有許多教科書中的週期表將鑭和錒列為3族元素，從而遭致大多數關注該主題的學者批評，因為物理、化學和電子證據皆表明3族的正確成員應是鈧、釔、鎦和鐒。還有一些作者為了規避此爭議而將本族釔下方的位置留空，將全部鑭系及錒系元素單獨列出（包括鎦和鐒），但這種列法將導致表中f區塊的寬度包含了15個元素，而非事實上的14個元素（原子的f軌域至多只能容納14個電子，鎦和鐒應屬於d區元素）。

## 定義
歷史上，3族元素所包含的成員及個數在不同的週期表中會根據排列方式的不同而有所變動。由於IUPAC未規定週期表有一個指定的格式，因此有幾種不同的週期表，同時也影響了3族元素的成員及個數。不論是依哪一種週期表，以下這兩種d區的過渡金屬都是列入3族元素中的：
- 鈧（Sc）
- 釔（Y）

而其他元素的歸屬就會依照週期表的不同，而分為以下的四種：
- 有些週期表[1]將鑭（La）和錒（Ac）（分別為鑭系元素及錒系元素的第一個元素）列為3族元素。這二個元素和鈧、釔一樣主要形成+3價的離子，且這二個元素的f軌域沒有任何電子，其特性也比較類似d區元素。
- 有些週期表[2]將鎦（Lu）和鐒（Lr）（分別為鑭系元素及錒系元素的最後一個元素）列為3族元素，這二個元素和鈧、釔一樣主要形成+3價的離子，且這二個元素的f軌域電子全滿，和鈧、釔一樣被歸於d區元素。
- IUPAC的週期表[3]將所有鑭系元素及錒系元素均視為3族元素，因為鑭系元素、錒及重錒系元素都容易形成+3價的離子，彼此之間的化學性質非常接近，也和釔、鈧有許多相似之處。
- 第四種週期表[4]則是將鑭系元素及錒系元素獨立列出，不列入3族元素中。其原因是鑭系及錒系元素的f軌域有部份電子填充，會有一些鈧、釔沒有的特性。且較輕的錒系元素（釷、鏷、鈾等）彼此之間的特性（如氧化態）變化很大，和鈧、釔兩元素沒有可比性，其性質反而和過渡金屬更為接近。

如今，壓倒性的物理、化學和電子證據表明3族的正確成員應是鈧、釔、鎦和鐒，大多數探討過本議題的學者最終都採用此種分法。本分法在1988年的一份報告中亦得到IUPAC的支持，並在2021年得到重申。然而，仍有許多教科書中的週期表將鑭和錒列為3族元素，而這種分法是基於早期對這些元素的電子組態的錯誤測量結果，列夫·朗道和葉夫根尼·利夫希茨在1948年便已提出該結果是「不正確的」。另外，有些週期表則將3族釔下方的位置留空，將全部鑭系及錒系元素單獨列出（包括鎦和鐒），這種列法可能表示第3族僅包含鈧和釔兩個元素，抑或者表示3族包含了鈧、釔和所有鑭系及錒系元素，即上述的第三和第四種分法。無論如何，這種排列方式都與量子物理學相矛盾，因為該列法將導致週期表中f區塊的寬度包含了15個元素，而非事實上的14個元素（原子的f軌域至多只能容納14個電子）。
正如2021年IUPAC報告所指出的，「鈧、釔、鎦、鐒」是唯一一種同時滿足保留原子序順序、避免將d區塊拆分為“兩個比例高度不均的部分”並正確呈現各區塊正確寬度（2、6、10、14）的分法。雖然在文獻中仍然可以找到支持「鈧、釔、鑭、錒」方案的論據，但許多作者認為這些論述在邏輯上不一致，例如有人認為鑭和錒不能算做f區元素，因為它們的原子還沒有開始填充f子殼層，然而釷也是如此，但它作為f區元素的身分從未有過爭議。該論點還忽略了f區另一端的問題：第六、七週期f子殼層完全填滿發生的位置為鐿及鍩（符合「鈧、釔、鎦、鐒」分法），而不是發生在鎦及鐒（符合「鈧、釔、鑭、錒」分法）。事實上，諸如此類馬德隆規則（Madelung rule）的例外從未被認為與週期表中任何其他元素的位置相關。其代表的事實只有：鑭和錒（以及釷）在化學環境中具有空的f軌域可被佔據，而鎦和鐒則沒有。綜上所述，釔和鑭、錒之間的關聯性純粹只是元素之間價電子數相同但價軌域類型不同的次要關係，就像鉻和鈾之間的關係；而釔和鎦、鐒具有相同的價電子數和價軌域類型，是真正的同族元素。

## 物理和原子性質
和元素週期表中的其他族一樣，3族元素的電子組態有規律，這導致了它們在化學性質上的趨勢。由於高原子序元素受相對論效應的影響愈發顯著，基態鐒的其中一個價電子反常地填充在7p子殼層，而非預期的6d子殼層，但其激發態[Rn]5f146d17s2的能量亦足夠低，因此並沒有預測或觀察到鐒的性質和本族其他元素有明顯的差異。
| Z   | 元素 | 電子組態               | 電子組態              |
| --- | ---- | ---------------------- | --------------------- |
| 21  | 鈧   | 2, 8, 9, 2             | [Ar] 3d1 4s2          |
| 39  | 釔   | 2, 8, 18, 9, 2         | [Kr] 4d1 5s2          |
| 71  | 鎦   | 2, 8, 18, 32, 9, 2     | [Xe] 4f14 5d1 6s2     |
| 103 | 鐒   | 2, 8, 18, 32, 32, 8, 3 | [Rn] 5f14 6d0 7s2 7p1 |

作為週期表d區的首個族，3族元素的變化趨勢和其他前段d區族別的趨勢相仿，反映出從第五週期到第六週期的過程中內層的f軌域被電子填滿。例如，鈧和釔都是柔軟的金屬。但由於鑭系收縮現象的影響，鎦的原子半徑並沒有如預期般比釔原子來得大，反而比釔原子略小，然而鎦原子仍具有更大的質量和更高的核電荷，這使得鎦金屬比鈧和釔更加緻密且更硬，因為其原子釋出電子形成金屬鍵的難度更高。鈧、釔和鎦具有相近的熔點和沸點。人們目前對鐒的性質所之甚少，但理論計算顯示它延續了其較輕同族元素密度增加的趨勢。與大多數金屬相比，本族元素並不是很好的熱導體和電導體，因為它們可用於形成金屬鍵的電子數量很少。
下表列出了3族元素的物理性質，其中鐒的數據主要源自理論計算。
| 元素名称 | 元素符号 | 原子半径（nm） | 主要化合价 | 状态(标况) | 单质密度（克/立方厘米） | 单质熔点（℃） | 单质沸点（℃） |
| -------- | -------- | -------------- | ---------- | ---------- | ----------------------- | ------------- | ------------- |
| 鈧       | Sc       | 0.162          | +3         | 固体       | 2.985                   | 1541          | 2830          |
| 釔       | Y        | 0.180          | +3         | 固体       | 4.472                   | 1526          | 3336          |
| 鎦       | Lu       | 0.174          | +3         | 固体       | 9.841                   | 1652          | 3402          |
| 鐒       | Lr       | ？             | +3         | 固体(推測) | 14.4(推測)              | 1627(推測)    | ？            |

鈧、釔和鎦在室溫下皆為六方最密堆積結構，預計鐒也是如此。鈧、釔和鎦在高溫下結構會發生改變。

## 化學性質
大多數對3族元素的化學性質研究主要針對這一族的前三個元素。鐒的化學性質研究尚未透徹，但其展現出的已知特性符合理論預測，表現為鎦的更重同族元素。
鈧、釔和鎦都具有很強的電正性，是較活潑的金屬，但其表面會形成穩定的氧化層，阻擋反應進一步進行。本族金屬很容易燃燒生成氧化物，其氧化物是白色的高熔點固體。
本族元素最穩定、最尋常的氧化態為+3，和其他鑭系元素相似。由於鈧、釔、鎦和其他鑭系元素的原子外層和次外層的電子組態基本相同，表現出的化學性質非常相似，因此它們通常一同被歸為稀土元素。
3族元素不具有大多數典型的過渡金屬性質，它們常見的氧化態只有一種（+3），且配合物種類亦不多，目前已製備出一些本族元素的低氧化態化合物和茂基配合物。3族元素的化學屬性主要通過它們的原子半徑差異來展現各自的相異處：原子半徑最小的鈧是本族中鹼性最弱的元素，且具有某些相似於鋁的性質，而釔和鎦的性質非常相似，也和其他鑭系元素的性質高度相仿。釔的鹼性介於鑭系元素鏑與鈥之間，而鎦則是鑭系元素中鹼度最低的元素，但仍高於鈧。氧化鈧是兩性的，氧化鎦偏鹼性，而氧化釔鹼性更強。3族元素的強酸鹽是可溶的，而弱酸鹽（例如氟化物、磷酸鹽、草酸鹽等）則微溶或不溶於水。

## 存在
本族元素在地殼中的豐度並不算高，其中最豐富的是釔，豐度約為30ppm，鈧的豐度為16ppm，而鎦的豐度僅為0.5ppm，是最稀少的稀土元素之一。作為比較，常見的銅豐度為50ppm，鉛的豐度為14ppm，錫的豐度為2ppm，銀的豐度為0.07ppm。至於鐒是半衰期最多只有數小時的放射性人造元素，所以只存在於核實驗室中。
鈧、釔和鎦在地殼中大多和其他鑭系元素（短壽命的鉕除外）一起出現，形成各種稀土礦物，不過由於這些稀土元素彼此間性質非常相似，因此不易從礦石中提取。
鈧在地殼中分佈非常稀散，在許多礦物中都僅以微量存在。來自斯堪的納維亞半島和馬達加斯加的矽鈹釔礦、黑稀金礦和鈧釔石等稀有礦物是當前世界上唯一已知的濃縮鈧元素來源，尤其鈧釔石中更含有高達45%的鈧，以氧化鈧的形式存在。
釔存在於大多數稀土礦物中，其地殼豐度在稀土元素中僅次於鈰、釹和鑭等三種輕稀土（LREE），是重稀土元素（HREE）中豐度最高的。部分稀土礦物以釔為主成分，例如磷釔礦、釔易解石、氟碳釔礦等。釔的主要產地有中國、俄羅斯、印度、馬來西亞和澳大利亞等。在美國阿波羅計劃中採集到的月球岩石樣本中也有發現較高濃度的釔。

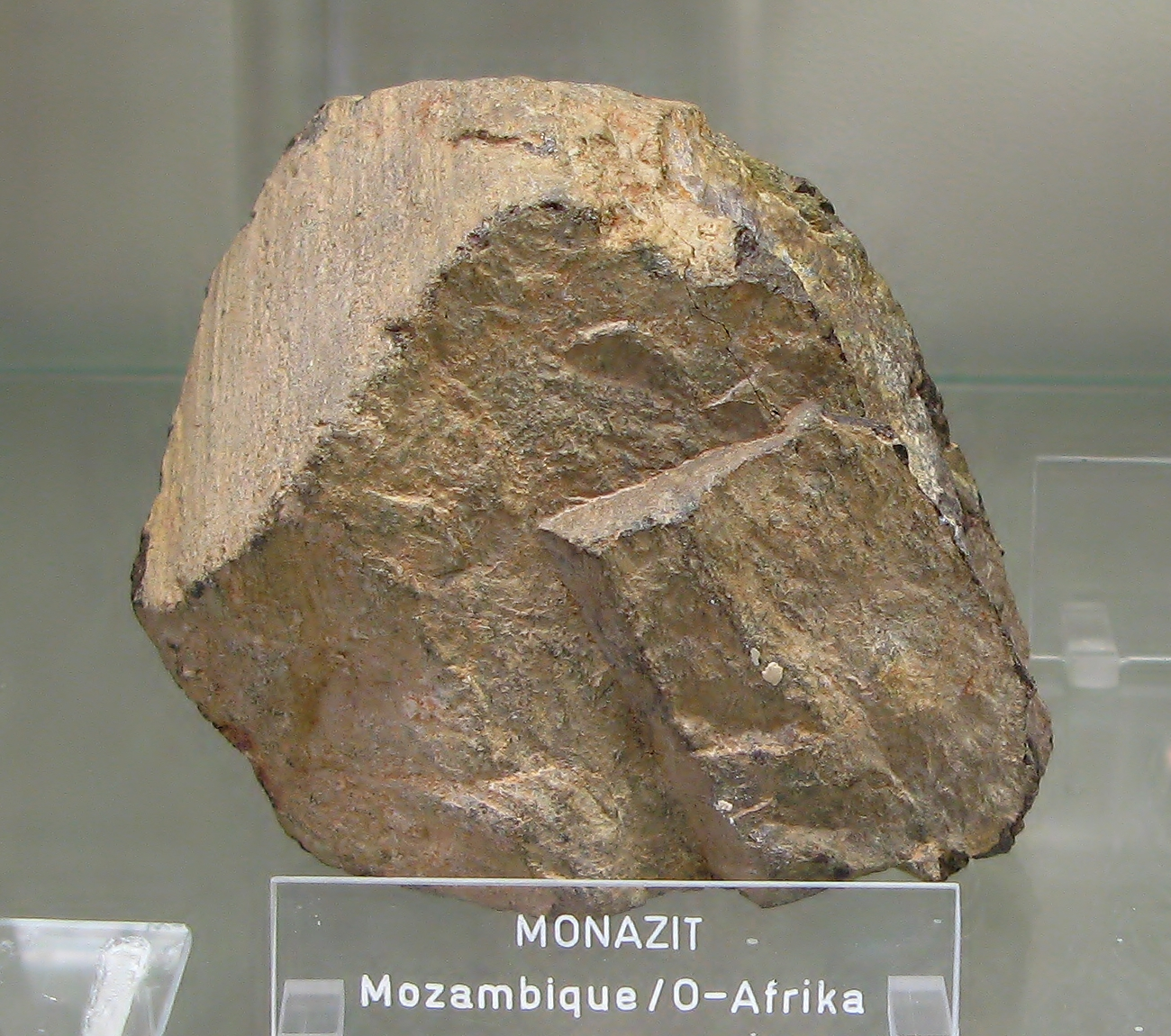
獨居石是鑭系元素最重要的商業開採來源，也是鎦元素最主要的來源

鎦在礦物中從不作為主要成分存在，而總是以很低的含量和其他稀土共同伴生於礦石中，因此其分離過程非常困難。主要具有商業價值的含鎦礦石是獨居石，其中含有約0.003%的鎦，主要產地有中國、美國、巴西、印度、斯里蘭卡和澳大利亞。純鎦金屬是最稀有也是最昂貴的稀土金屬之一，每公斤售價約為1萬美元，即金的四分之一左右。

## 生產
由於稀土元素在地殼中的稀散性和共生性，本族元素通常是作為提取其他元素時的副產品獲得，少有獨立成礦可供開採。3族元素中最容易取得的元素是釔，2010年年產量為8900噸。釔主要以氧化釔的形式生產，目前99%的氧化釔都產自中國。鎦和鈧也主要以氧化物的形式獲得，2001年兩者的年產量分別約為10噸和2噸。
稀土金屬的冶煉是個冗雜繁複且費時費力的過程，將礦石中的3族元素從其他稀土中提純後，它們以氧化物的形式被分離出來；在與氫氟酸的反應過程中，氧化物會轉化為氟化物。生成的氟化物再利用鈣等鹼土金屬或其合金還原，即可得到3族元素金屬單質，例如：
Sc2O3 + 3 HF → 2 ScF3 + 3 H2O
2 ScF3 + 3 Ca → 3 CaF2 + 2 Sc
像是鐒等超鈾元素是在粒子加速器裡通過較輕元素的轟擊引起核融合生產的。大部分的鐒同位素可以直接合成，但一些較重的鐒同位素只能通過原子序更高的元素衰變而成。

## 生物作用和毒性
如同其他稀土及錒系元素，3族元素在生物圈中的利用度很低。目前沒有發現本族元素在生物體中發揮任何生物學作用。
鈧一般來說對人體是無毒的。鈧被攝入人體後會集中在肝臟中，過量時可能對其構成威脅。此外，它的一些化合物可能會致癌。鈧在食物鏈中微量存在，人體每天攝入的鈧少於0.1微克。一旦鈧被排放到環境中，就會在土壤中逐漸積累，從而導致土壤顆粒、動物和人體中的鈧濃度增加。鈧在工作環境中最為危險，因為鈧粉塵會伴隨濕氣等與空氣一同吸入肺部，從而可能導致肺栓塞，尤其在長時間接觸下風險更大。鈧對水生生物來說危險得多，它會破壞水生動物的細胞膜，對其繁殖和神經系統的功能造成多種負面影響。
釔往往集中在人體的肝臟、腎臟、脾臟、肺和骨骼中，在整個人體中通常只有約0.5毫克，人類母乳含有約4ppm的釔。蔬果等食用植物中的釔含量大多介於20ppm至100ppm（鮮重）之間，其中高麗菜的釔含量最高。木本植物的種子具有植物中最高的釔濃度，高達700ppm。水溶釔化合物具微毒性，但非水溶化合物則不具毒性。動物實驗顯示，釔及其化合物會造成肝和肺的破壞，但不同化合物的毒性程度各異。老鼠在吸入檸檬酸釔後，產生肺水腫和呼吸困難，吸入氯化釔後則有肝性水腫、胸腔積液及肺充血等症狀。吸入釔化合物可能引致肺病。
鎦主要累積在骨骼中，少量在肝臟和腎臟中。鎦在人體內的含量是所有鑭系元素中最低的。並沒有數據記錄人類的鎦攝入量，但經估算約為每年數微克，主要經植物食物進入體內。可溶的鎦鹽具微毒性，但不可溶的鎦鹽則沒有毒性。
儘管目前對鐒的化學特性所知不多，但是由於其高度的放射性可能引發輻射中毒，因此鐒肯定具有極高的毒性。但由於鐒只存在於核實驗室等受管制的輻射區域，因此絕大多數人不可能接觸甚至攝入鐒元素。

## 参見
- 元素週期表
- 元素的族
- 鑭系元素
- 錒系元素

| 左方一族： | 3族元素 第3族(ⅢB) | 右方一族： |
| 碱土金属   | 3族元素 第3族(ⅢB) | 4族元素    |